# Ернст Левінгер
Ернст Левінгер (нім. Ernst Löwinger, 7 лютого 1909, Відень — ?) — австрійський футболіст, що грав на позиції півзахисника.

## Клубна кар'єра
Виступав у складі клубу «Хакоах» (Відень). У сезоні 1929/30 зіграв у складі команди у вищому дивізіоні 13 матчів і забив 1 гол.
Наступного сезону грав у складі команди ВАК. Зіграв у чемпіонаті 4 матчі, а у кубку Австрії, де команда здобула перемогу, не виступав. Став з клубом фіналістом кубка Мітропи 1931 року. В чвертьфінальних матчах не виступав, проте був учасником півфінальних і фінальних ігор. В 1/2 фіналу ВАК зустрічався з чехословацькою «Спартою». У першій грі австрійці вдома поступились з рахунком 2:3. У матчі-відповіді ВАК вів у рахунку 3:0, але втратив перевагу, дозволивши «спартанцям» зрівняти рахунок. Перемогу і можливість зіграти у матчі-переграванні команді з Австрії приніс гол Гайнріха Гілтля на 88-й хвилині. У переграванні в Празі ВАК переміг 2:0 завдяки голам Франца Цізара і Гайнріха Гілтля. У фіналі зустрічались дві австрійські команди ВАК і «Вієнна». Левінгер грав у півзахисті разом з Георгом Брауном і Рудольфом Кубешем. В першій грі ВАК вигравав після першого тайму 2:0, але втратив перевагу і поступився 2:3. У матчі відповіді уже «Вієнна» у першому таймі вела з рахунком 2:0. Після перерви гравці ВАКу відіграли лише один гол і вдруге поступились супернику.
У сезоні 1931/32 Левінгер так і не зумів завоювати твердого місця у основі ВАКу. В чемпіонаті на його рахунку 9 матчів. У кубку ВАК дістався фіналу, але вклад Ернста у цей успіх невеликий — він грав лише у 1/16 фіналу проти команди «Донауштедтер» (10:0).
З наступного сезону Левінгер перебрався у Францію, де саме була створена футбольна ліга. Виступав у команді «Ред Стар», що посіла 8-ме місце у своїй групі і вибула у другий дивізіон.
У наступному році грав у клубах «Ам'єн» і «Янг Бойз». У червні 1934 року приєднався до складу «Барселони». Зіграв у складі клубу лише в чотирьох товариських матчах проти «Жирони» (2:0), «Валенсії» (3:1), «Атлетіка» (3:1) і збірної Бразилії (4:4).
Після цього повернувся до Франції, де грав у команді «Ніцца».

## Статистика

### Статистика виступів у кубку Мітропи
| №                      | Розіграш               | Стадія                 | Дата та місце проведення | Команда 1              | Рахунок | Команда 2      | Голи |
| ---------------------- | ---------------------- | ---------------------- | ------------------------ | ---------------------- | ------- | -------------- | ---- |
| 1                      | 1931                   | 1/2                    | 10.09.1931 Відень        | ВАК                    | 2:3     | Спарта (Прага) |      |
| 2                      | 1931                   | 1/2                    | 17.09.1931 Будапешт      | Спарта (Прага)         | 3:4     | ВАК            |      |
| 3                      | 1931                   | 1/2 перегравання       | 7.10.1931 Будапешт       | Спарта (Прага)         | 0:2     | ВАК            |      |
| 4                      | 1931                   | фінал                  | 8.11.1931 Цюрих          | Ферст Вієнна           | 3:2     | ВАК            |      |
| 5                      | 1931                   | фінал                  | 12.11.1931 Відень        | ВАК                    | 1:2     | Ферст Вієнна   |      |
| Всього у кубку Мітропи | Всього у кубку Мітропи | Всього у кубку Мітропи | Всього у кубку Мітропи   | Всього у кубку Мітропи | 5       |                | 0    |